# 김포군·강화군 (1988년 선거구)
김포군·강화군은 대한민국의 옛 국회의원 선거구이다. 당시 경기도 김포군과 강화군 지역을 관할했다.

## 역사
대한민국 제13대 국회의원 선거를 앞두고 소선거구제가 다시 도입됨에 따라 부천시·김포군·강화군 선거구에서 분리되어 신설되었다.
1995년 3월 1일을 기해 경기도 강화군이 인천광역시에 편입되었다. 이에 제15대 국회의원 선거를 앞두고 강화군은 계양구·강화군 을 선거구를 형성하였으며 김포군은 김포군 선거구를 형성하게 됨에 따라 폐지되었다.

## 역대 국회의원
| 선거   | 정당 | 정당       | 의원   |
| ------ | ---- | ---------- | ------ |
| 1988년 |      | 민주정의당 | 정해남 |
| 1992년 |      | 통일국민당 | 김두섭 |

## 역대 선거 결과

### 대한민국 제13대 국회의원 선거
|  | 47.64% |

|  | 39.57% |

|  | 7.97% |

|  | 4.80% |

### 대한민국 제14대 국회의원 선거
|  | 35.14% |

|  | 35.02% |

|  | 29.82% |